# Episodi di Casualty (ventesima stagione)
La ventesima stagione della serie televisiva Casualty è stata trasmessa in anteprima nel Regno Unito da BBC One tra il 10 settembre 2005 e il 26 agosto 2006.
| nº | Titolo originale                                | Titolo italiano | Prima TV UK       | Prima TV Italia |
| -- | ----------------------------------------------- | --------------- | ----------------- | --------------- |
| 1  | Holding On (Part 1)                             |                 | 10 settembre 2005 |                 |
| 2  | Holding On (Part 2)                             |                 | 11 settembre 2005 |                 |
| 3  | Deep Water                                      |                 | 17 settembre 2005 |                 |
| 4  | That's Amore                                    |                 | 24 settembre 2005 |                 |
| 5  | Paper Moon                                      |                 | 1º ottobre 2005   |                 |
| 6  | Sticks and Stones                               |                 | 8 ottobre 2005    |                 |
| 7  | All's Fair in Love and War                      |                 | 15 ottobre 2005   |                 |
| 8  | For Better or Worse                             |                 | 22 ottobre 2005   |                 |
| 9  | Teacher's Pet/Crash and Burn                    |                 | 24 ottobre 2005   |                 |
| 10 | Big Bang Theory                                 |                 | 5 novembre 2005   |                 |
| 11 | Love and Duty                                   |                 | 12 novembre 2005  |                 |
| 12 | Antisocial Behaviour                            |                 | 19 novembre 2005  |                 |
| 13 | Getting Involved                                |                 | 26 novembre 2005  |                 |
| 14 | Skin Deep                                       |                 | 3 dicembre 2005   |                 |
| 15 | Enough's Enough                                 |                 | 10 dicembre 2005  |                 |
| 16 | Do They Know It's Christmas?                    |                 | 17 dicembre 2005  |                 |
| 17 | Casualty @ Holby City: Deny Thy Father (Part 1) |                 | 24 dicembre 2005  |                 |
| 18 | Out of Your Depth                               |                 | 31 dicembre 2005  |                 |
| 19 | Poisoned Love                                   |                 | 7 gennaio 2006    |                 |
| 20 | Crossing the Line                               |                 | 14 gennaio 2006   |                 |
| 21 | The Things We Do for Love                       |                 | 21 gennaio 2006   |                 |
| 22 | It's a Man Thing                                |                 | 28 gennaio 2006   |                 |
| 23 | Trust in Me                                     |                 | 4 febbraio 2006   |                 |
| 24 | Out of the Past                                 |                 | 11 febbraio 2006  |                 |
| 25 | The Lost Boys                                   |                 | 18 febbraio 2006  |                 |
| 26 | Worlds Apart                                    |                 | 25 febbraio 2006  |                 |
| 27 | Nobody's Perfect                                |                 | 4 marzo 2006      |                 |
| 28 | Heroes and Villains                             |                 | 11 marzo 2006     |                 |
| 29 | Family Matters                                  |                 | 18 marzo 2006     |                 |
| 30 | Walk Before You Run                             |                 | 25 marzo 2006     |                 |
| 31 | Going Under                                     |                 | 1º aprile 2006    |                 |
| 32 | Blind Spots                                     |                 | 8 aprile 2006     |                 |
| 33 | First Impressions                               |                 | 15 aprile 2006    |                 |
| 34 | Lost and Found                                  |                 | 22 aprile 2006    |                 |
| 35 | No Way Back                                     |                 | 29 aprile 2006    |                 |
| 36 | A Problem Halved                                |                 | 6 maggio 2006     |                 |
| 37 | Secrets and Lies                                |                 | 13 maggio 2006    |                 |
| 38 | Target Man                                      |                 | 27 maggio 2006    |                 |
| 39 | All at Sea                                      |                 | 3 giugno 2006     |                 |
| 40 | Abide with Me                                   |                 | 10 giugno 2006    |                 |
| 41 | Silent Ties                                     |                 | 17 giugno 2006    |                 |
| 42 | Needle                                          |                 | 22 luglio 2006    |                 |
| 43 | Perfect Day                                     |                 | 29 luglio 2006    |                 |
| 44 | Happy Hour                                      |                 | 5 agosto 2006     |                 |
| 45 | The Truth Game                                  |                 | 12 agosto 2006    |                 |
| 46 | Last Orders                                     |                 | 19 agosto 2006    |                 |
| 47 | Get What You Deserve                            |                 | 26 agosto 2006    |                 |